# 配牌

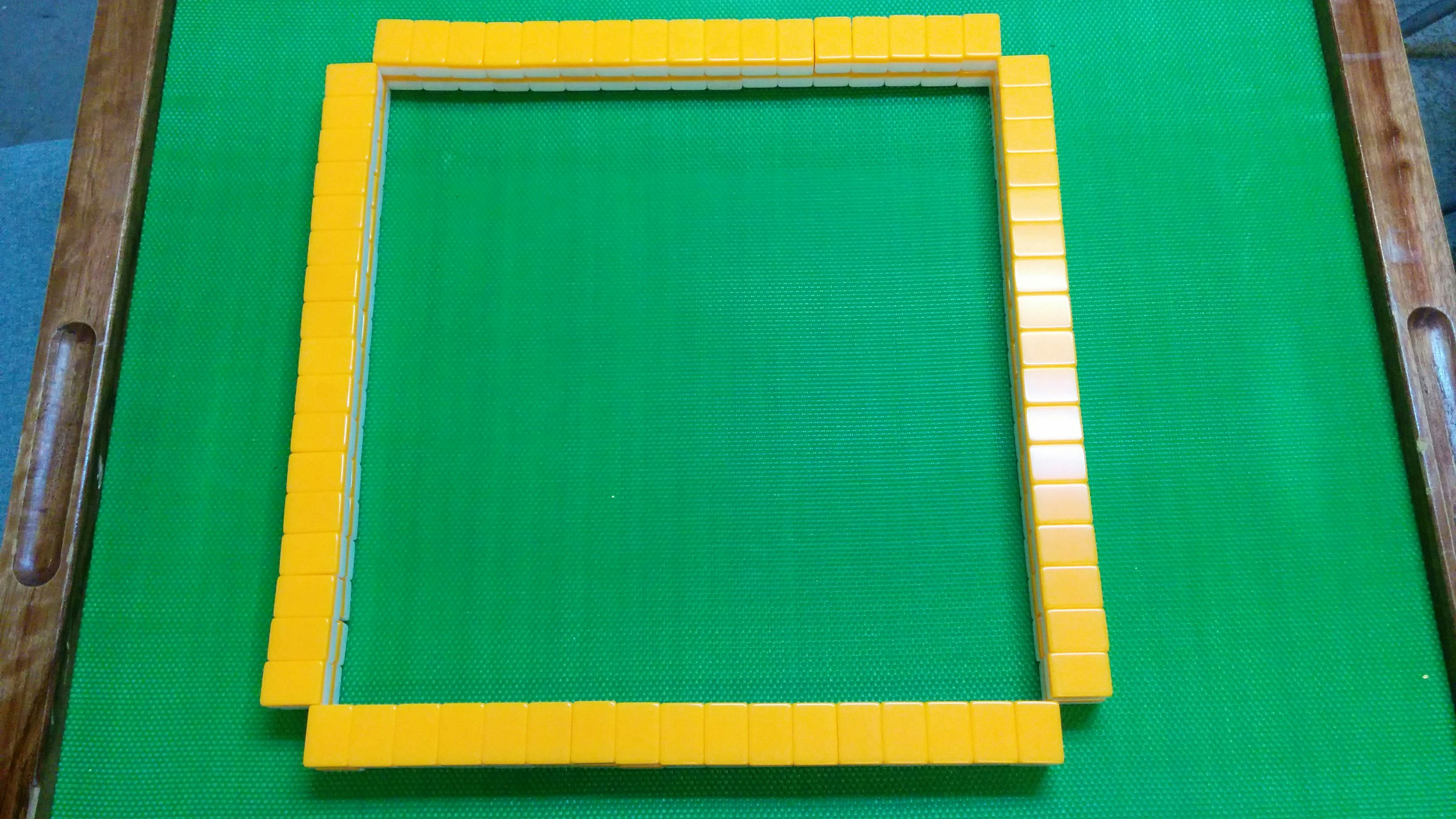
牌山

配牌（はいぱい）とは、麻雀において、局の開始時に各プレイヤーが牌を取得する行為、および、それによって取得された牌（手牌）のことをいう。本稿では配牌に関する細目事項も併せて概説する。

## 配牌の手順
手積みの麻雀であれば、前の局が終了したあと、次の局の牌山を積む前に洗牌が行われる。充分に洗牌された牌を各自が積み、積み終われば親がサイコロを振る。
全自動卓の場合は、前の局の牌をすべて卓の中に流し込み、卓中央のセットボタン（サイコロボタンでないほう）を押す。親はセットボタンと前後してサイコロボタンを押す。
親が振ったサイコロの目によって、右表の通り開門位置が決定される。例えばサイの目が5なら、親は自山の右から5幢目（と6幢目の間）を割る。その左側の2幢、すなわち6幢目と7幢目の2幢4枚が親の配牌の第1ブロックである。なお、サイコロは2個振られるため、目が1になることはない。
以降の手順は以下の通り。
1. 東家が最初の2幢4枚を取ったあと、南家、西家、北家の順に、それぞれ2幢4枚ずつ取得する。
2. 2幢4枚の取得を順番に計3回繰り返し、各自が合計12枚の牌を取得する。
3. 東家は、残った壁牌の1幢目と3幢目から、上段の1枚ずつを取得する。この動作をチョンチョンと言う[1]。右の画像は親がチョンチョンを取った直後の牌山の端である。チョンチョンの取得により東家の手牌は合計14枚となり、これで親の配牌は完了である。
4. 東家がチョンチョンを取ったあと、南家・西家・北家は順に最後の1枚を取得する。これで子方の配牌も完了である。
5. 必要に応じて各自理牌を行い、ドラが開示されているのを確認してから、親が第1打を切る。

なお、右図に見る通り、配牌の取得は開門位置から牌山を時計回りに進行する。これは座順およびツモ番や親番の移動が反時計回りに進行するのとは逆である。

また、東家（親）だけ配牌が1枚多いが、これは配牌と同時に第1ツモを取っているものと解される。

## 配牌に関する留意事項
| 開門 | 全自動卓など17幢積みの場合                     | 俗称  |
| ---- | ---------------------------------------------- | ----- |
| 自9  | 親は自分の山の左側6幢を残して第1ブロックを取る | 6ノコ |
| 右10 | 親は南家の山の左側5幢を残して第1ブロックを取る | 5ノコ |
| 対11 | 親は西家の山の左側4幢を残して第1ブロックを取る | 4ノコ |
| 左12 | 親は北家の山の左側3幢を残して第1ブロックを取る | 3ノコ |

### 「3ノコ」「4ノコ」「5ノコ」
全自動卓では各牌山に積まれるのは17幢と決まっている。そのため出目が大きい場合は右からではなく左から数えたほうが早く、出目12の時は俗に「3ノコ」（3幢残し）、出目11の時は「4ノコ」（4幢残し）、出目10の時は「5ノコ」（5幢残し）などと言う。右表にまとめた通り、比較的よく使用されるのは自9の場合の「6ノコ」までで、左8の「7ノコ」はほとんど聞かれない。

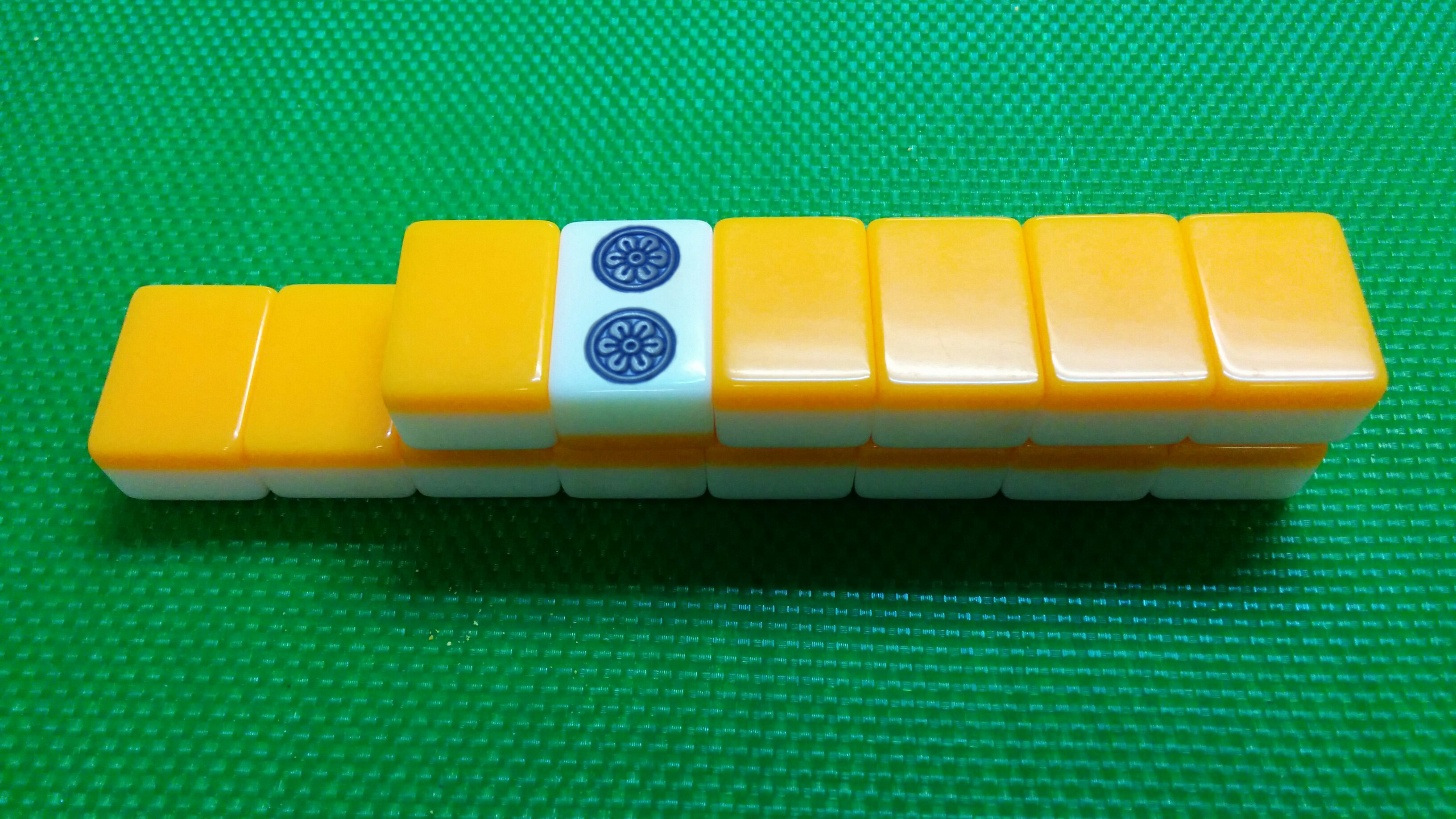
嶺上牌は降ろしておく

### 嶺上牌を降ろす
ドラをめくるのは開門位置のプレイヤーの役割である。ドラをめくると同時に嶺上牌も下段に降ろす。これは局の途中で嶺上牌がこぼれて見えてしまうのを防ぐための習慣である。フリー雀荘等では、嶺上牌は必ず降ろしておくのがマナーとされる。
また、一部のルールブックにも配牌時の嶺上牌についての言及が見られる。いわく、「ドラ表示に際して、ドラ表示牌をめくる前に嶺上牌を降ろし、しかるのちにドラ表示牌をめくれば、めくった拍子に嶺上牌がこぼれてしまうようなことは起こらない」との記述がある。

### 配牌時のトラブル
配牌の前後には以下のようなトラブルがありがちである。ただし、その時の対処はルールブック等にも明確に書かれていないことが多く、プレイヤー4人の合議で対処するか、フリー雀荘であれば店側の人間に裁定を求めることになる。それぞれのケースでいずれの裁定となるかは必ずしも確定的ではないが、それほど重い罰則は科されない傾向にある。
- 開門位置を間違えて配牌を取り出した
  - 第1ブロックを取り終わる前など、修復可能な時点であれば、各自手元の4枚を牌山に戻してやり直す
  - どれがどのブロックにあった牌か分からなくなっている場合など、修復困難であれば、山を積むところから配牌をやり直す
  - 各自の手牌が一部分であれ他家に見られているので、山を積むところから配牌をやり直す
  - 開門位置の間違いを黙認し（なかったことにし）、そのまま局を続行する

- ドラをめくる位置を間違えた

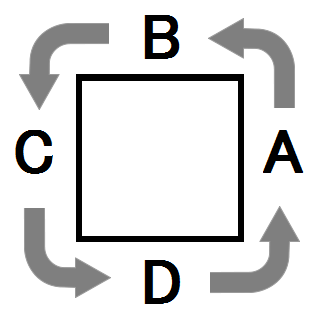
親番の回り順

  - 槓ドラが分かってしまったので配牌を配り直す
  - めくり位置の間違いをなかったことにし、本来の槓ドラ表示牌をドラ表示牌として局を続行する（見えてしまった槓ドラ表示牌と本来のドラ表示牌の位置を入れ替える）
- 親番が飛ばされた（右図、Aの次はBが親だが、Cがサイコロを振って東家になった）
  - 局をやり直す
- 九種九牌なしのルールであるにもかかわらず九種九牌で倒牌した
  - そのプレーヤーを和了放棄にして局を続行する
  - チョンボとみなし、そのプレイヤーに満貫払いを科する
  - チョンボにも和了放棄にもせず、開示された手牌を元に戻して局を続行する
- 親がチョンチョンを取り忘れて全員あるいは複数人が少牌になった
  - 山を積みなおして配牌を配り直す
- 親がチョンチョンを1枚しか取らず、親だけが少牌になった（自動配牌型の卓における親の少牌については次節の該当項を参照）
  - ツモ筋がズレているので、局をやり直す
  - 親を和了放棄にして局を続行する
  - 修復可能な範囲内であれば、各家が本来のツモをツモれるようツモ牌を戻す
- 親がチョンチョンを取った後にさらに1枚ツモって、多牌になった
  - 親を和了放棄にして局を続行する
  - チョンボとみなし、親に満貫払いを科する（少牌に比べ多牌は罰則が重い。詳細は麻雀の反則行為#多牌と少牌を参照）

## 配牌完了型全自動卓

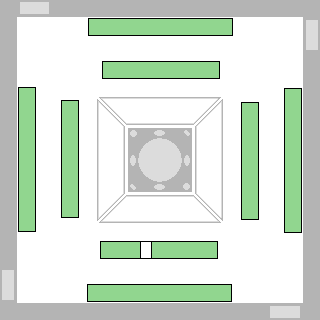
自動配牌型全自動卓における牌山と手牌のセット位置。ドラもめくられた状態であがってくるが、ドラ出し機能はオン/オフが可能

従来型の全自動卓の場合、卓の中から上がってくるのは牌山だけである。しかし配牌完了型全自動卓の場合は、牌山と同時に手牌まで各自の手元に配られた状態で牌が上がってくる。いちいちサイコロを振って開門位置を決め、3ブロック+チョンチョンに分けて配牌を取る、などといった煩雑な手順を経る必要がなく、ドラ表示牌も最初からめくられた状態であがってくるので、ドラをめくるという手順もない。配牌時におけるほとんどの手順が自動化されている。
ただし、親の手元に配られるのも13枚なので、親は第一ツモをツモってから第一打を切らなければならない。「親は配牌が完了したら第一打を切る」という従来の動作に慣れ切っている場合、第一ツモを取り忘れて第一打を切ってしまうという事態が頻繁に起こりうるので、親番の時は充分に注意が必要である。

### 配牌完了型全自動卓における局の開始の手順
1. セットボタンを押すと牌山と手牌13枚が上がってくる。ドラ表示牌もめくられている。
2. 親はドラ表示牌の左2幢（＝嶺上牌）を残して山を割り、第一ツモをツモる。（下図）
3. 第一打を切る

| 親の第一ツモ ↓ · | ↓ ドラ表示牌 · |
|                  | ↑ 開門位置     |

抜きドラを用いる三麻など、嶺上牌が2幢4枚ではなくそれ以上必要である場合は、開門にあたり適宜定められた枚数の嶺上牌を残す必要がある。

### 第一ツモ取り忘れの救済措置
親が第一ツモを取り忘れて第一打を切った場合、13枚の状態から1枚切るわけであるから、当然少牌に陥る。通常はアガリ放棄などの罰則が取られるが、慣れないうちは頻繁に起きるトラブルであるため、以下のような救済措置が講じられることもある。
- 南家がツモる前であれば、東家は第一打を切った後であっても第一ツモを取得してよい。
- 南家が既に第一ツモをツモった後である場合、東家は南家が今ツモった牌を受け取ることができる。南家は本来の第一ツモをツモる。（例：麻雀最強戦の対局規定[6]）
- 南家がどの牌をツモったのか分からなくなっている場合は、東家は本来の南家の第一ツモを取得する。
- 西家・北家がツモった後であっても、東家はツモ山の端から牌を補充できる。

いずれのケースでも、東家は切った第一打を変更することはできない。また、3番目のケースでは東家の第一ツモと南家の第一ツモが入れ替わることになる。4番目のケースでは一巡目のみ全員のツモ筋がずれる。
これらの救済措置が講じられる場合、その許容範囲はおおむね一巡目以内である。すなわち親が第二ツモをツモる以前であれば、親はペナルティなしで手牌を本来の枚数に戻すことができる。しかし第一ツモの取り忘れに気付いたのが二巡目以降であれば、親は少牌により和了放棄となる。

## 一度振りと二度振り
| 出目 1回目 | 開門する山 | 2回目の サイ振り | 出目 2回目 | 出目 合計 | 開門位置               |
| ---------- | ---------- | ---------------- | ---------- | --------- | ---------------------- |
| 5          | 東家の山   | 東家             | 2          | 7         | 東家の山の右から7幢目  |
| 10         | 南家の山   | 南家             | 5          | 15        | 南家の山の右から15幢目 |
| 7          | 西家の山   | 西家             | 6          | 13        | 西家の山の右から13幢目 |
| 12         | 北家の山   | 北家             | 12         | 24        | 北家の山の右から24幢目 |
| 2          | 南家の山   | 南家             | 2          | 4         | 南家の山の右から4幢目  |

開門位置決定のサイコロを一度振るか二度振るかの取り決めである。一度振りなら開門位置は前述の表のようになるが、二度振りでは出目と開門位置の対照が複雑化する。二度振りにおける開門位置の決定手順は以下の通り。
1. 親が一度目のサイコロを振り、どの山を割るか決める
2. 一度目のサイコロで指定された位置にいるプレイヤーが、二度目のサイコロを振る
3. 一度目の出目と二度目の出目を合計する
4. 二回の出目の合計を「X」とすると、一度目のサイコロで指定された牌山の、右端から数えてX番目を割り、これを開門位置とする

通常の一度振りの場合、南家の山なら右から2幢目か6幢目か10幢目が開門位置になる。東家の山なら右から5幢目か9幢目が開門位置である。すなわち一度振りでは、それぞれの山と開門位置の対応が固定されている。しかし二度振りではこの法則が崩れ、二度サイコロを振る結果、南家の山の右から13幢目が開門位置になったり、東家の山の右から14幢目が開門位置になったりする（それぞれ右2+11、右6+7、右10+3などで右13。自5+9、自9+5などで自14）。このように開門位置の固定的対応を崩せば、イカサマ師の積み込みは成功しにくくなる。
しかし積み込みの心配をせねばならなかったのは全自動卓が登場する以前の手積み時代のことで、全自動卓の登場によって積み込み師が賭場から退場してゆくと、サイを二度振りにする意味はなくなった。その結果二度振りの習慣は廃れ、自動卓完備のフリー雀荘等ではもっぱら一度振りが支配的である。
一部のルールブックにも言及が見られる。いわく、「全自動卓の普及によって積み込みの心配がなくなれば、一度振りのほうが分かりやすくていい」とある。
なお、仲間内などで手積みの麻雀を打つ場合は、念のためではあるが二度振りにする余地はある（イカサマの可能性がないのであれば、開門の決定がただ煩雑になるだけである）。

## パッコロ
パッコロとは、麻雀専用の正12面体のサイコロである。赤と黒の1つずつを1セットとして用い、赤いほうには東南西北が各3面ずつ、黒いほうには1から12までの漢数字が彫ってある。親はこれを2つ同時に振り、開門位置を決定する。主に三人麻雀で使用されるが、4人打ちの麻雀でも使用可能である。
- 東と8が出た場合 → 東家の山の8幢目を割る
- 南と9が出た場合 → 南家の山の9幢目を割る
- 西と1が出た場合 → 西家の山の1幢目を割る
- 北と6が出た場合 → 北家の山の6幢目を割る

このように、パッコロを使った場合、通常のサイコロの2つ振りでは出ることのない1の目が出るほか、開門位置とサイの目の関係もバラバラになる。
市販の牌セットには付属品として6面体のサイコロが付いているが、通常パッコロはついていない。ただしバラ売りでは流通しており、オンラインで購入が可能である。（パッコロの画像も参照可能）
三人打ち専門店などでは、まれにパッコロを使用した全自動卓が設置されていることがある。とはいえサイコロの部分が違っているだけで、他の部分は通常の全自動卓と同じである。
あまり一般には普及していないパッコロであるが、考案されたのは1970年代で、大脇善明という人物が考案者であると伝わっている。

## 配牌の良し悪し
牌を136枚使ってその中から無作為に14牌を引き出した場合の組み合わせ、すなわち第一ツモを含めた配牌の組み合わせは、全部で102億1253万3760通りある。配牌でどのような牌を取得するかは偶然性に支配されるが、平均値は4向聴であるという。
配牌終了の段階で和了の可能性が高い場合、さらには高得点が期待できる場合、「配牌が良い」と表現される。逆の場合は「配牌が悪い」という。

## 配牌に関連のある役
- 天和
- 地和
- 人和
- ダブル立直